# Gilda Marchiò
Gilda Marchiò, nome d'arte di Gilda Frisoli (Firenze, 9 luglio 1884 – Bologna, 22 ottobre 1954), è stata un'attrice italiana.

## Biografia
Frequenta l'Università fiorentina, laureandosi in Lettere, esercitando successivamente per breve tempo, l'attività di insegnante, debutta in palcoscenico, come giovane attrice nella Compagnia di Virgilio Talli, passando come prima attrice con Pezzinga e Merussing, nella quale incontra l'attore Arrigo Marchiò, che diventerà suo marito, dal matrimonio nasce Fanny Marchiò, anche lei futura attrice.
Durante il primo conflitto mondiale recita con Emma Gramatica e in seguito di nuovo con Talli, per passare alla Compagnia di Luigi Pirandello accanto a Ruggero Ruggeri, Paola Borboni e Dina Galli.
Il passaggio al cinema avviene grazie al regista Mario Camerini, che la scrittura per la parte di Agnese ne I promessi sposi del 1941; dopo questa esperienza positiva, girerà ancora qualche film sino al 1944, per tornare al teatro e al successivo ritiro dalle scene.

## Filmografia

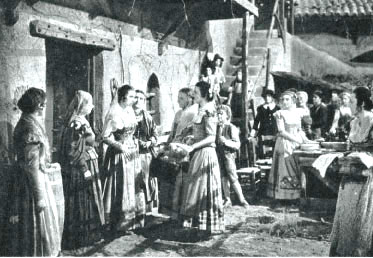
Gilda Marchiò (Agnese) in una scena de I promessi sposi del 1941 (seconda persona da sinistra)

- I promessi sposi, regia di Mario Camerini (1941)
- Un garibaldino al convento, regia di Vittorio De Sica (1942)
- Le due orfanelle, regia di Carmine Gallone (1942)
- Signorinette, regia di Luigi Zampa (1942)
- Stasera niente di nuovo, regia di Mario Mattoli (1942)
- Rossini, regia di Mario Bonnard (1942)
- Canal Grande, regia di Andrea Di Robilant (1943)
- Cortocircuito, regia di Giacomo Gentilomo (1943)
- T'amerò sempre, regia di Mario Camerini (1943)
- Non mi muovo!, regia di Giorgio Simonelli (1943)
- Quartieri alti, regia di Mario Soldati (1944)